# Tour Atlantique
A Tour Atlantique felhőkarcoló a párizsi La Défense negyedben, Puteaux-ban.
A La Défense felhőkarcolóinak első generációjához tartozik.
Az első emeletet 2014 óta a Nemzeti Plasztikai Művészeti Központ foglalja el, Philippe Chiambaretta építész fejlesztése nyomán.